# 維朗德里城堡
維朗德里城堡（法語：Château de Villandry）是位於法國城市維朗德里 (安德爾-羅亞爾省)的一座法式城堡，以其法式花园知名。2000年，維朗德里城堡作为卢瓦尔河谷城堡群的其中之一，被列入世界文化遺產，並且是法國著名的旅遊景點。2007年，有約330,000名遊客參觀了維朗德里城堡。

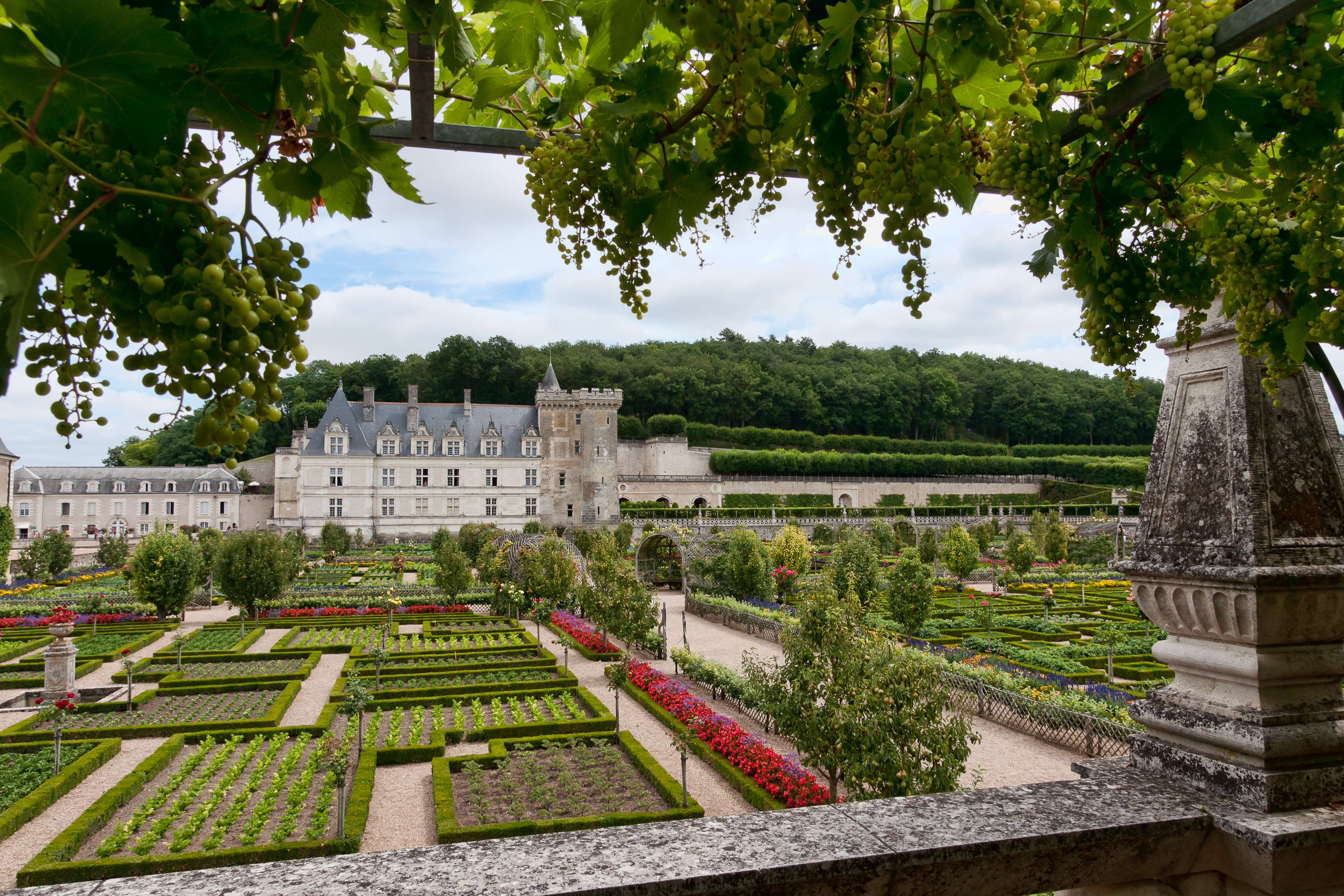
維朗德里城堡

Château de Villandry
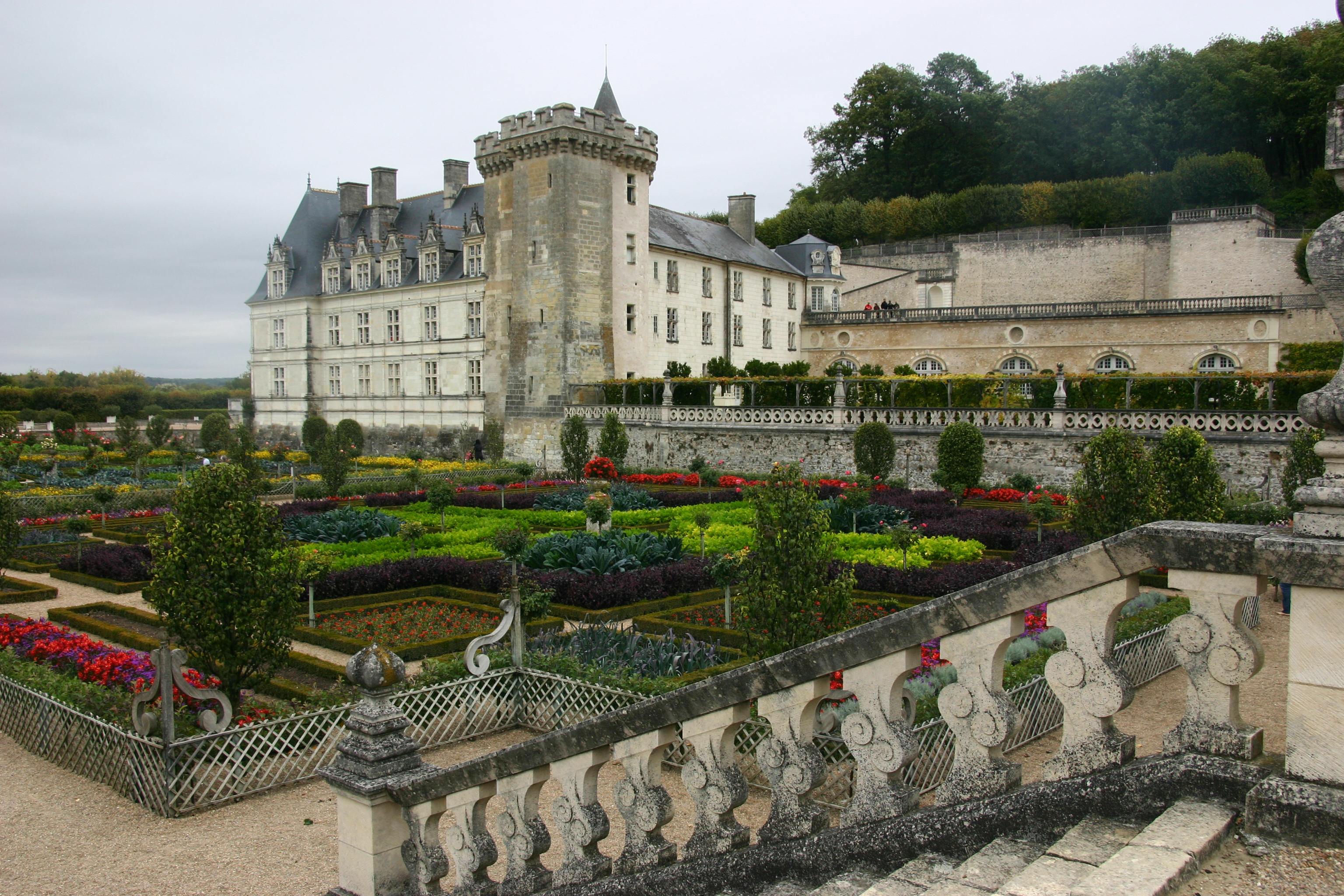
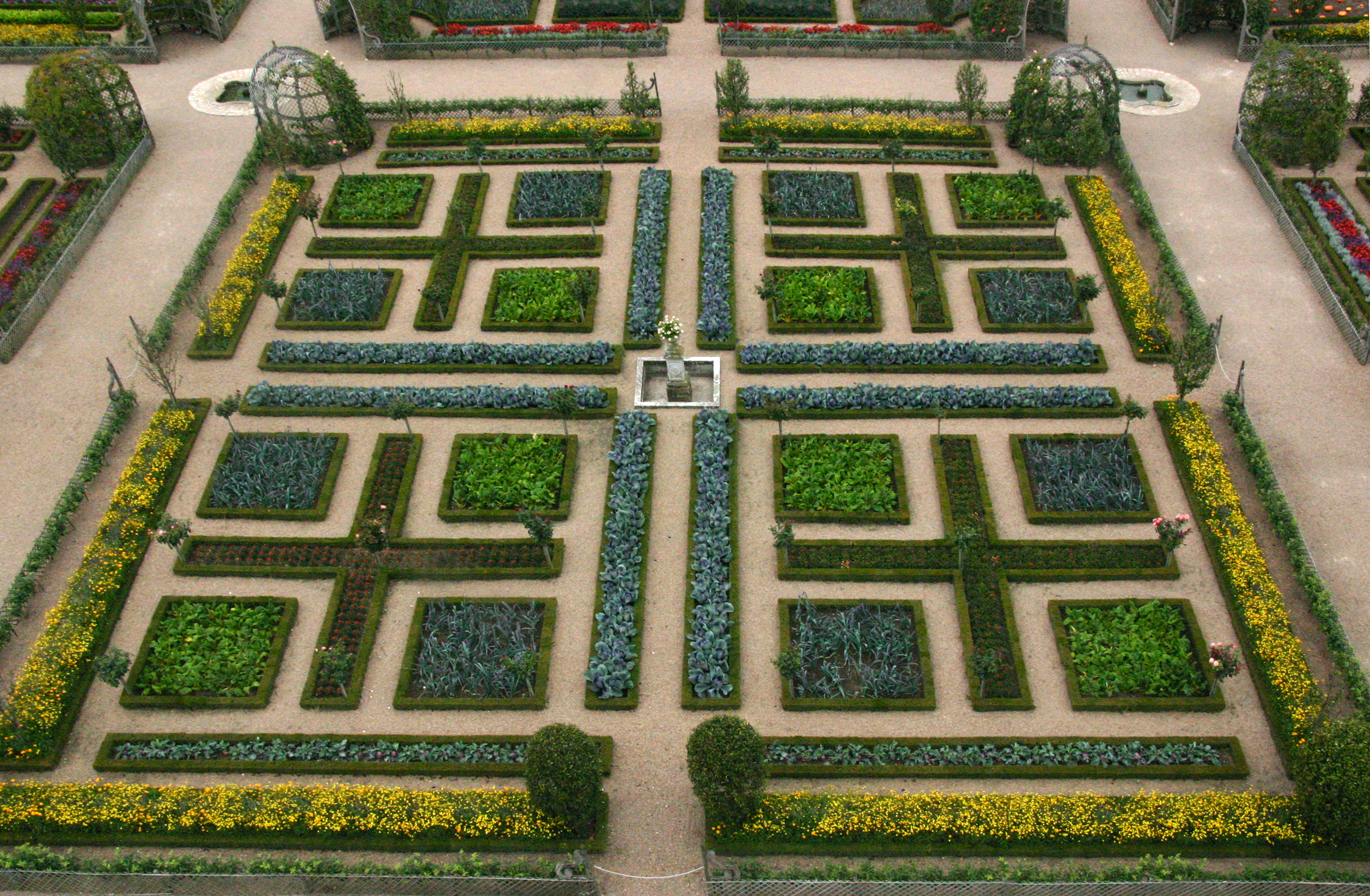
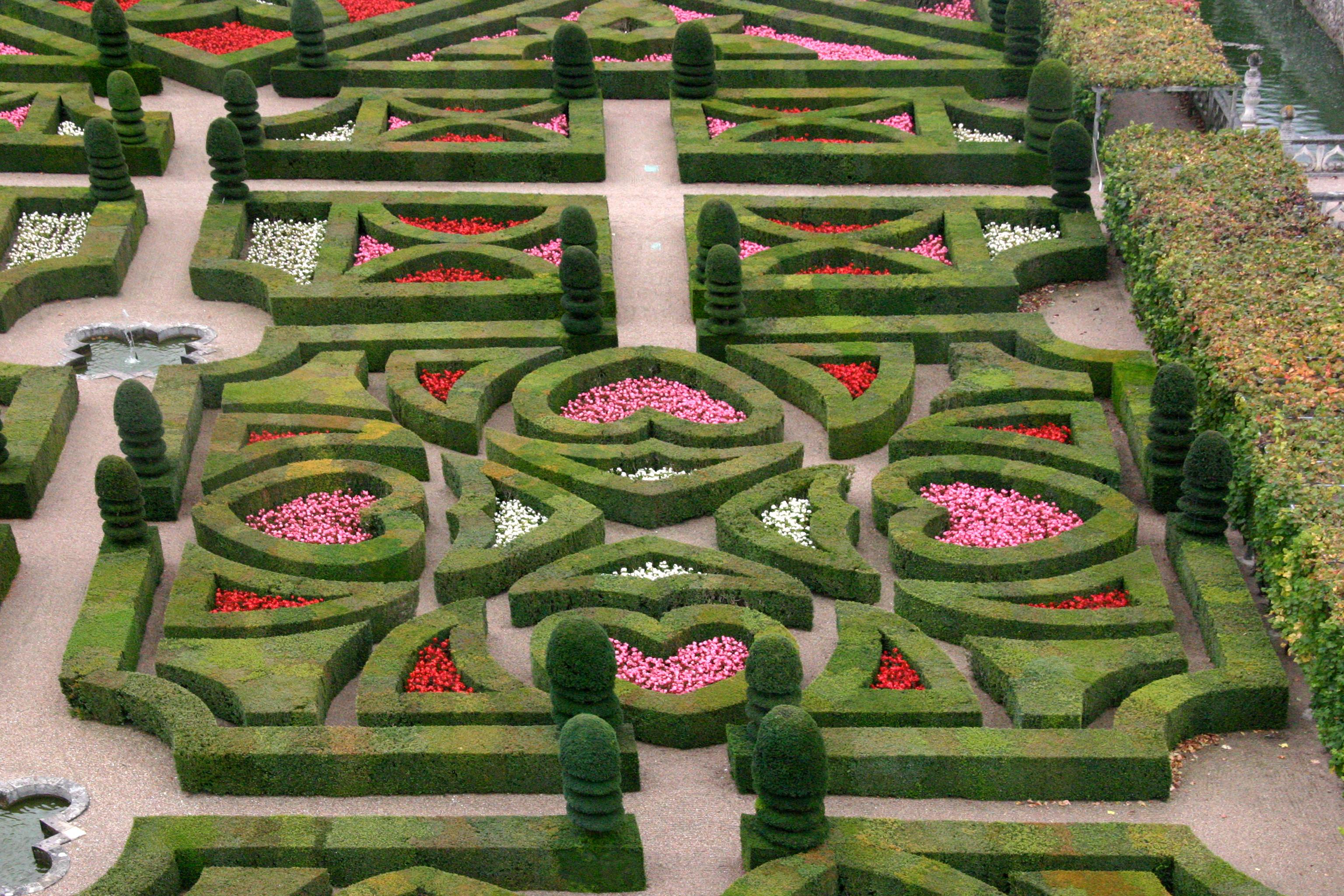
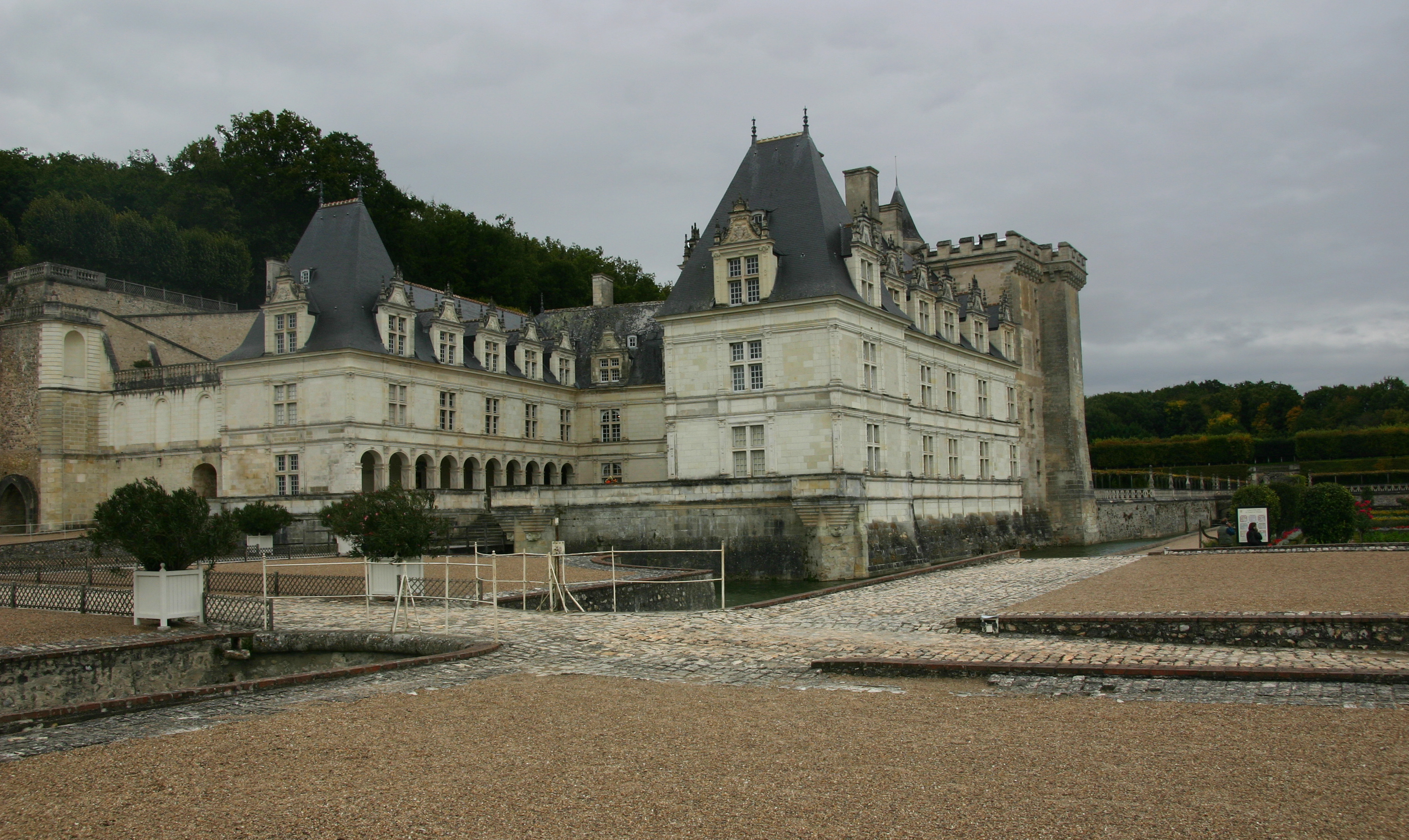
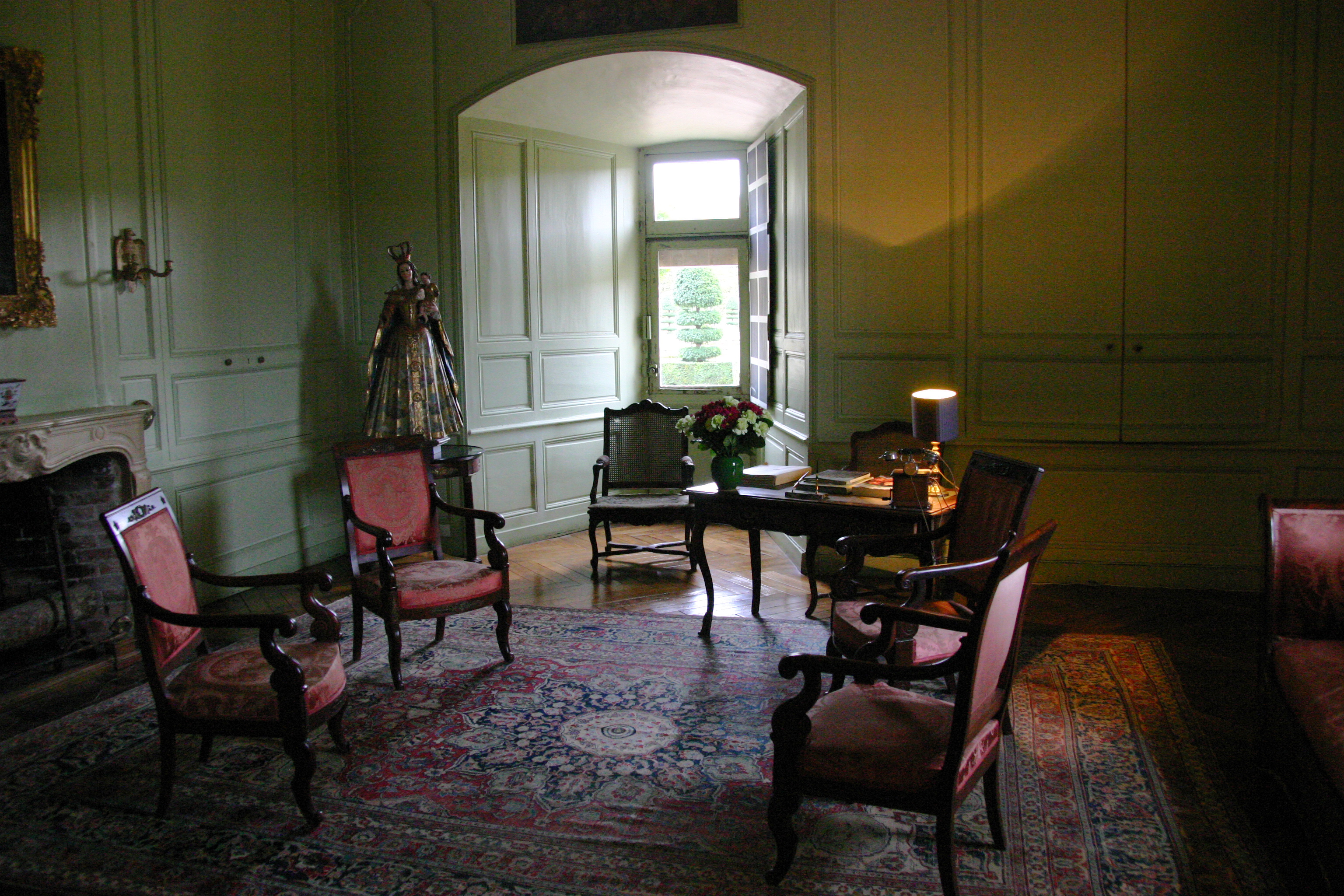
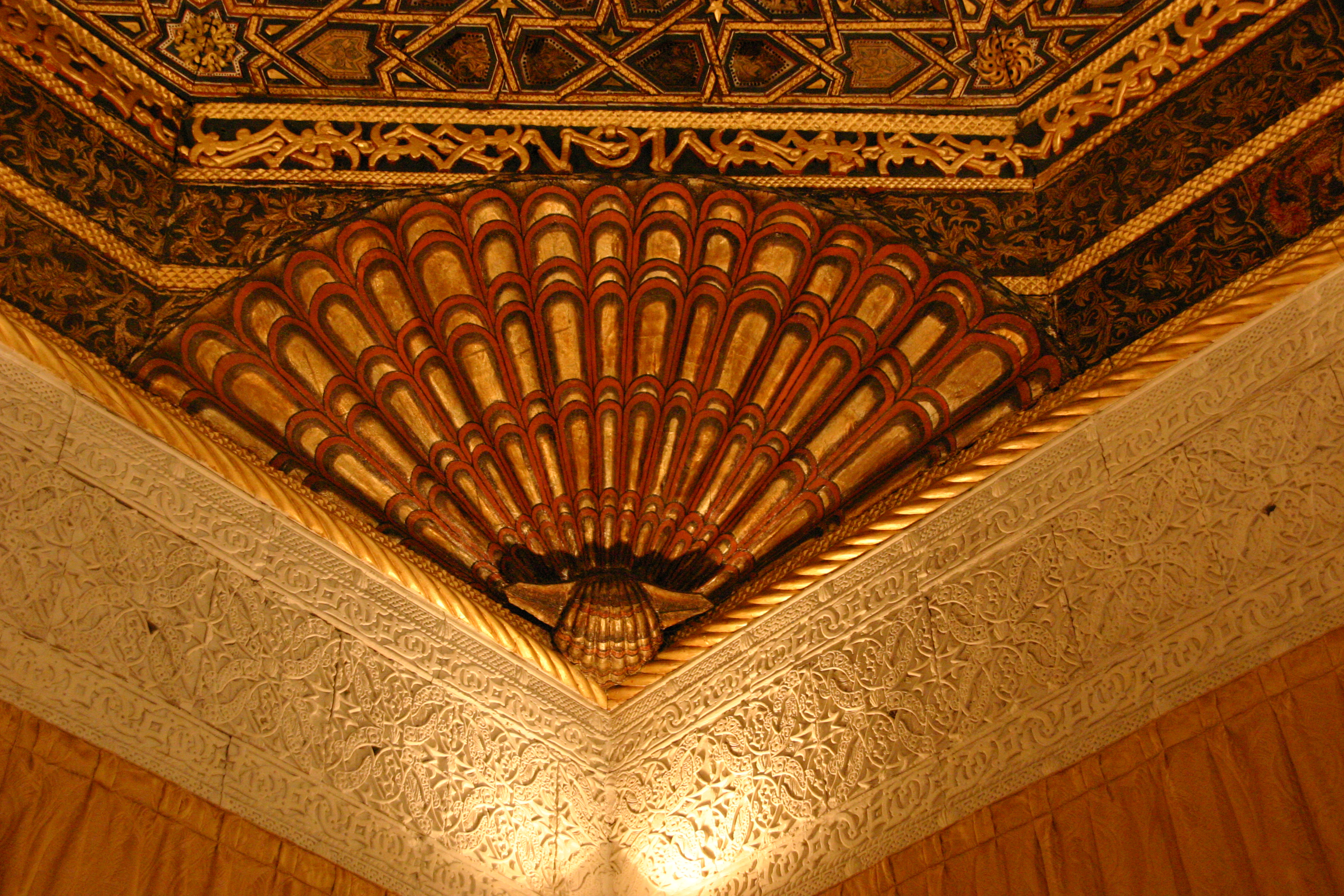

## 外部連結
- Official website （页面存档备份，存于）
- Château de Villandry - The official website of France (in English)
- Photos of Villandry （页面存档备份，存于）

47°20′26″N 0°30′46″E / 47.34056°N 0.51278°E